# Rolls-Royce Welland

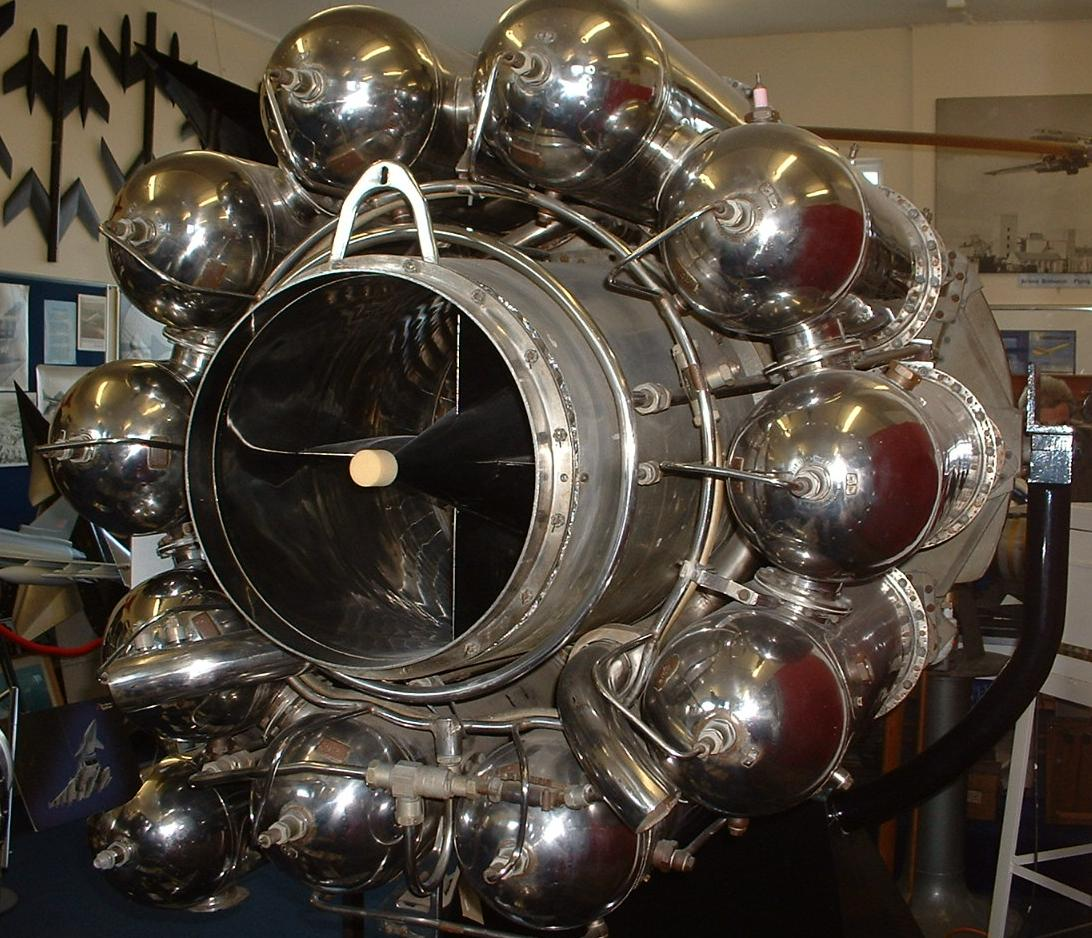
Whittle W2/700 (W.2B/23)
Prototyp des Rolls-Royce Welland

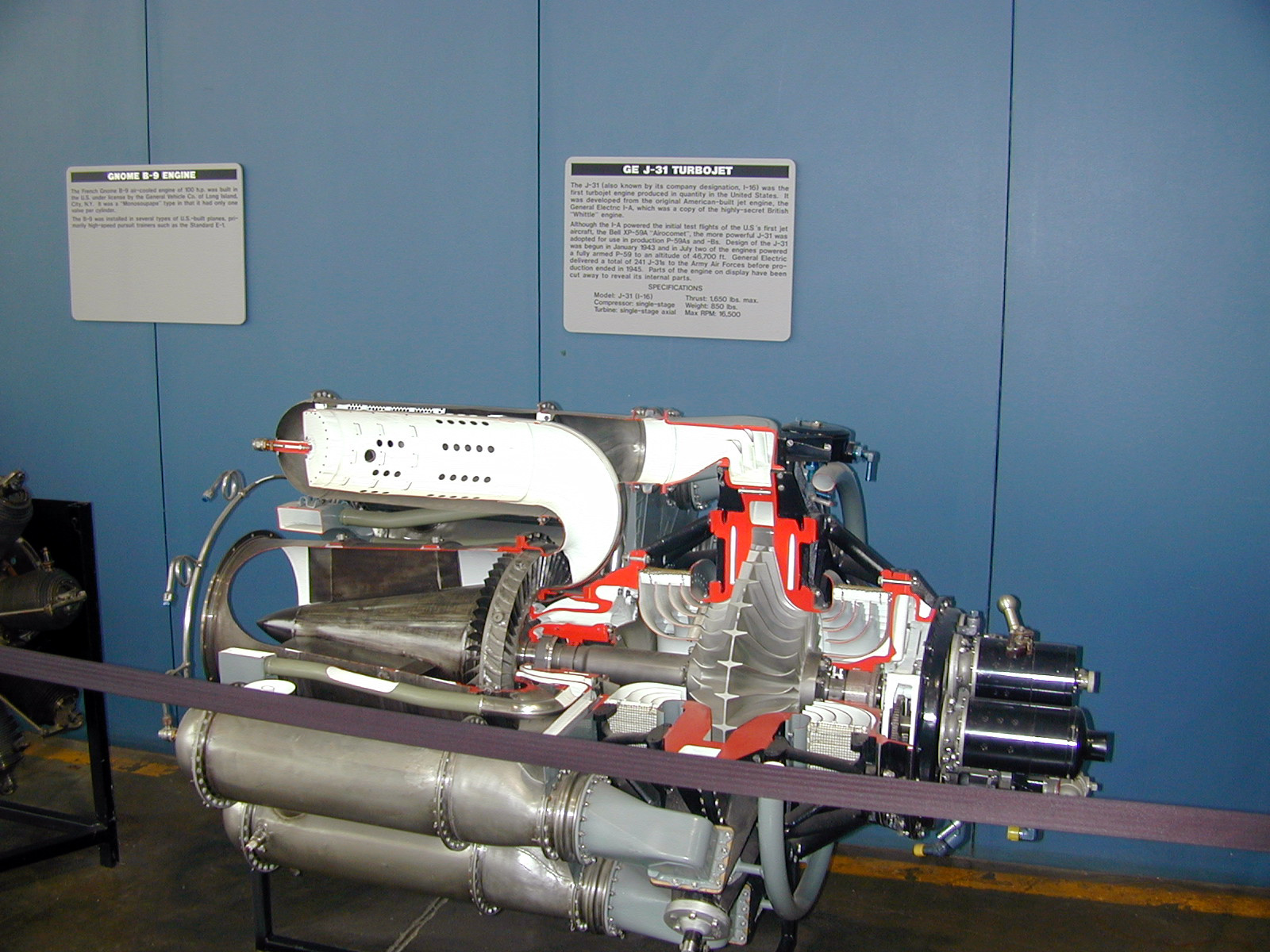
Triebwerk General Electric J31 (Schnittmodell), Weiterentwickelte
US-Version des Welland

Das Rolls-Royce Welland war das erste in Serie produzierte Strahltriebwerk von Rolls-Royce. Die Konstruktion wurde in der Gloster Meteor, dem ersten strahlgetriebenen Jagdflugzeug der Royal Air Force (RAF), verwendet und ist nach dem gleichnamigen Fluss Welland im Osten Englands benannt.
Das Turbojet-Einwellen-Triebwerk hat einen Radialverdichter, zehn Brennkammern und eine Axialturbine. Der von Frank Whittle bei Power Jets konstruierte Prototyp W.2B/23 wurde zum Rolls-Royce B.23 mit 635 kp (6,2 kN) Schub weiterentwickelt und flog erstmals am 12. Juni 1943 in einer zweistrahligen Gloster F.9/40, dem Prototyp der Gloster Meteor. Ab Oktober 1943 wurden 167 Welland-Triebwerke mit 770 kp (7,5 kN) Schub bei Rolls-Royce in Barnoldswick (Lancashire) hergestellt und ab Mai 1944 mit den zweistrahligen Gloster Meteor Mk.1/Mk.3 an die RAF ausgeliefert. 
Im Laufe des Jahres 1943 begann die Weiterentwicklung zum größeren Rolls-Royce Derwent (B.37).
- Durchmesser: 1098 mm
- Schub: 7,7 kN
- Gewicht: 385 kg
- Luftdurchsatz: 14,6 kg/s